# Conventie van Bazel

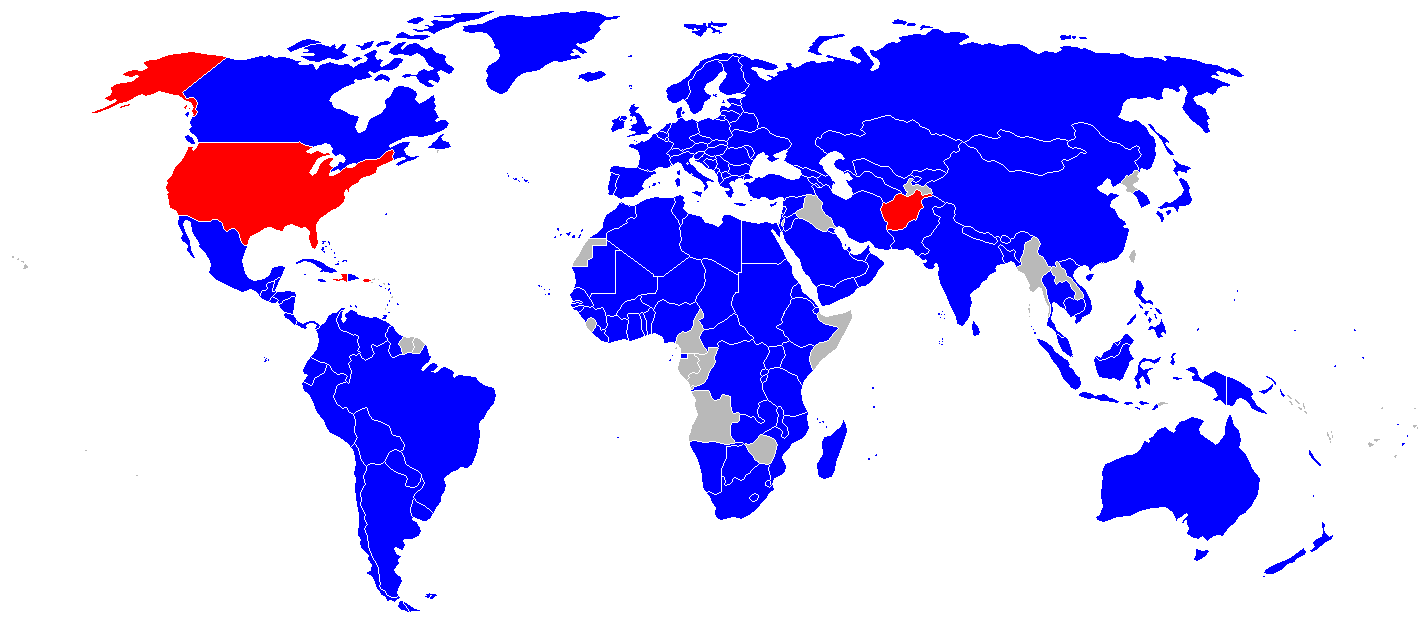
Landen die de conventie hebben ondertekend, maar niet geratificeerd
Landen die de conventie ondertekend en geratificeerd hebben
Landen die de conventie noch ondertekend noch geratificeerd hebben

Met Conventie van Bazel wordt het Verdrag van Bazel inzake de beheersing van de grensoverschrijdende overbrenging van gevaarlijke afvalstoffen en de verwijdering ervan bedoeld. Dit is een wereldwijde overeenkomst om het internationale vervoer en de verwijdering van gevaarlijk afval te beheersen.

## Totstandkoming
Dit internationale verdrag kwam tot stand om het groeiende verkeer van giftig of gevaarlijk afval vanuit geïndustrialiseerde landen naar ontwikkelingslanden en landen uit het Oostblok, te beheersen. Deze praktijk was ingegeven door de strenger wordende milieureglementering waardoor het alsmaar moeilijker en duurder werd voor vele bedrijven om hun gevaarlijk afval te verwijderen of te (laten) verwerken. In plaats daarvan gingen ze meer en meer het afval verschepen naar en dumpen in landen met veel minder strenge reglementeringen of controles, wat een groeiend gevaar voor het milieu en de gezondheid van de bevolking in die landen opleverde.
De conventie werd op 22 maart 1989 ondertekend op een internationale diplomatieke conferentie in Bazel (Zwitserland). Ze trad in werking op 5 mei 1992. 163 partijen, waaronder de Europese Gemeenschap, België (op 1 november 1993) en Nederland (op 16 april 1993) hebben de Conventie geratificeerd. Er zijn drie landen die de Conventie hebben ondertekend maar nog niet geratificeerd: Afghanistan, Haïti en de Verenigde Staten.
Een amendement aan de conventie werd aangenomen in 1995 op de derde vergadering van de partijen van de conventie. Dit amendement houdt het verbod in om gevaarlijk afval vanuit OESO-landen naar niet-OESO-landen te brengen voor definitieve verwijdering aldaar. Omdat het vereiste aantal landen die het amendement hebben geratificeerd nog niet is bereikt, is dit echter nog niet in werking getreden. België en Nederland hebben het amendement reeds geratificeerd.
Het secretariaat van de Conventie wordt waargenomen door het milieuprogramma van de Verenigde Naties (UNEP) te Genève.

## Doelstellingen
Doelstellingen van deze conventie zijn:
- de uitvoer en het vervoer tussen landen van gevaarlijk afval tot een minimum beperken;
- het gehalte van gevaarlijke stoffen in afval tot een minimum beperken;
- het gevaarlijke afval zo dicht mogelijk bij de bron verwerken;
- de ontwikkelingslanden bijstaan om gevaarlijk afval zo milieuvriendelijk mogelijk te verwerken.

## Andere verdragen in Bazel
- Vrede van Bazel (1499)
- Vrede van Bazel (1795)